# ワイナミョイネン

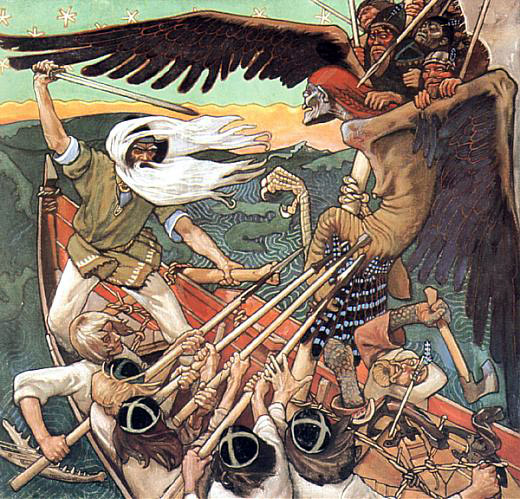
サンポを守るために剣を抜いてロウヒに立ち向かうワイナミョイネン。『カレワラ』の挿絵。アクセリ・ガッレン＝カッレラ画、1896年。

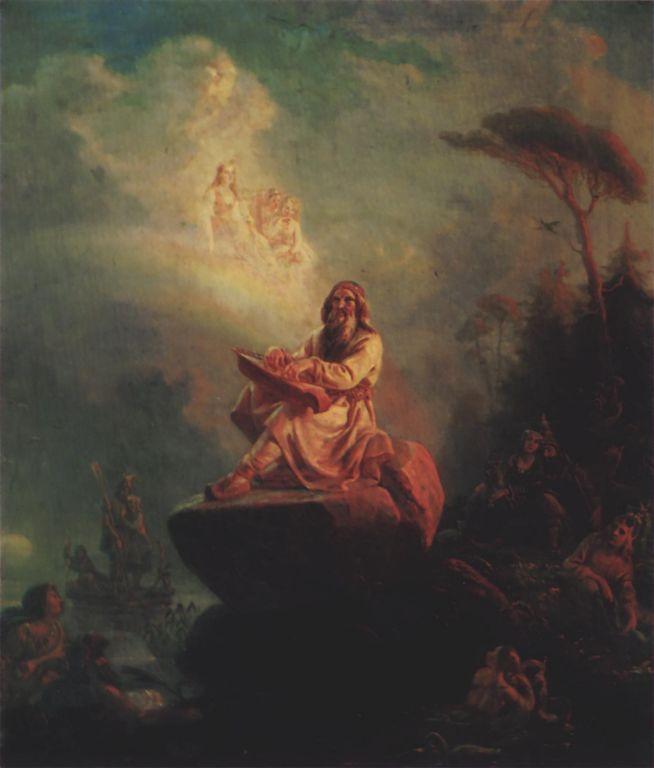
ワイナミョイネン、R.W Ekman画。

ワイナミョイネン（Väinämöinen）は、フィンランドの民間伝承と国民的叙事詩『カレワラ』の主要な登場人物である。元々はフィンランドの神であった。年老いた賢者で、強力な魔力を秘めた声の持ち主として描かれている。フィンランドにおける国民的英雄。ヴァイナミョイネン、ヴァイナモイネンなどのカナ表記もみられる。

## フィンランド神話のワイナミョイネン
ワイナミョイネンが文献に初めて登場するのは、1551年にミカエル・アグリコラが作成したハメ（Häme）の神々の一覧である。アグリコラや他の作家はワイナミョイネンを魔法と歌と詩の神と記述している。多くの伝承の中でワイナミョンネンは、世界誕生にまつわる中心人物とされていた。彼が海に漂う間に1羽の鳥がやってきて彼の膝の上に卵を産んだ。卵は波に打たれて壊れてしまったが、その破片が世界を構築した。天上を覆うものが空になり、黄身が太陽になった。
18世紀にクリストフリード・ガナンデルが民間伝承をまとめたが、ワイナミョイネンはカレウィの息子でイルマリネンの兄弟とされている。

## カレワラのワイナミョイネン
19世紀の伝承研究家の中で最も有名なカレワラの著者エリアス・リョンロートは、ワイナミョイネンの神話的な背景に異論を唱え、彼が9世紀ごろに実在した古えの大英雄であり、影響力を持つシャーマンだったと主張した。リョンロートは人間離れした特徴をワイナミョイネンから奪い、リョンロート自身が発案した原初の女神イルマタルにその属性を与えた。リョンロート版のカレワラでは彼女が海を漂っている間にカモが彼女の膝の上に産卵する。ワイナミョイネンは大地が出来るまでの730年間母の胎内にいたため、産まれたときから年相応の知恵を持っていた。太陽と月と熊（おそらくは大熊座であると考えられる）に祈りを捧げ、彼はようやく母胎から逃れ海へと落ちた。
ワイナミョイネンは混沌を秩序立ったものにしてカレワの国を作り出した「永遠の吟遊詩人」として紹介されている。そしてカレワではワイナミョイネンは北隣にあるポホヨラから妻をカレワの国に迎えようとする。彼らは最初ポホヨラの人々から好意的に迎えられたが、後に敵意をもって扱われるようになった。これはイルマリネンが作った魔法の創造物サンポの製作と盗難に起因していた。サンポ奪還の際に起こった戦いで、サンポはばらばらになり、世界中に散らばって行方がわからなくなった。

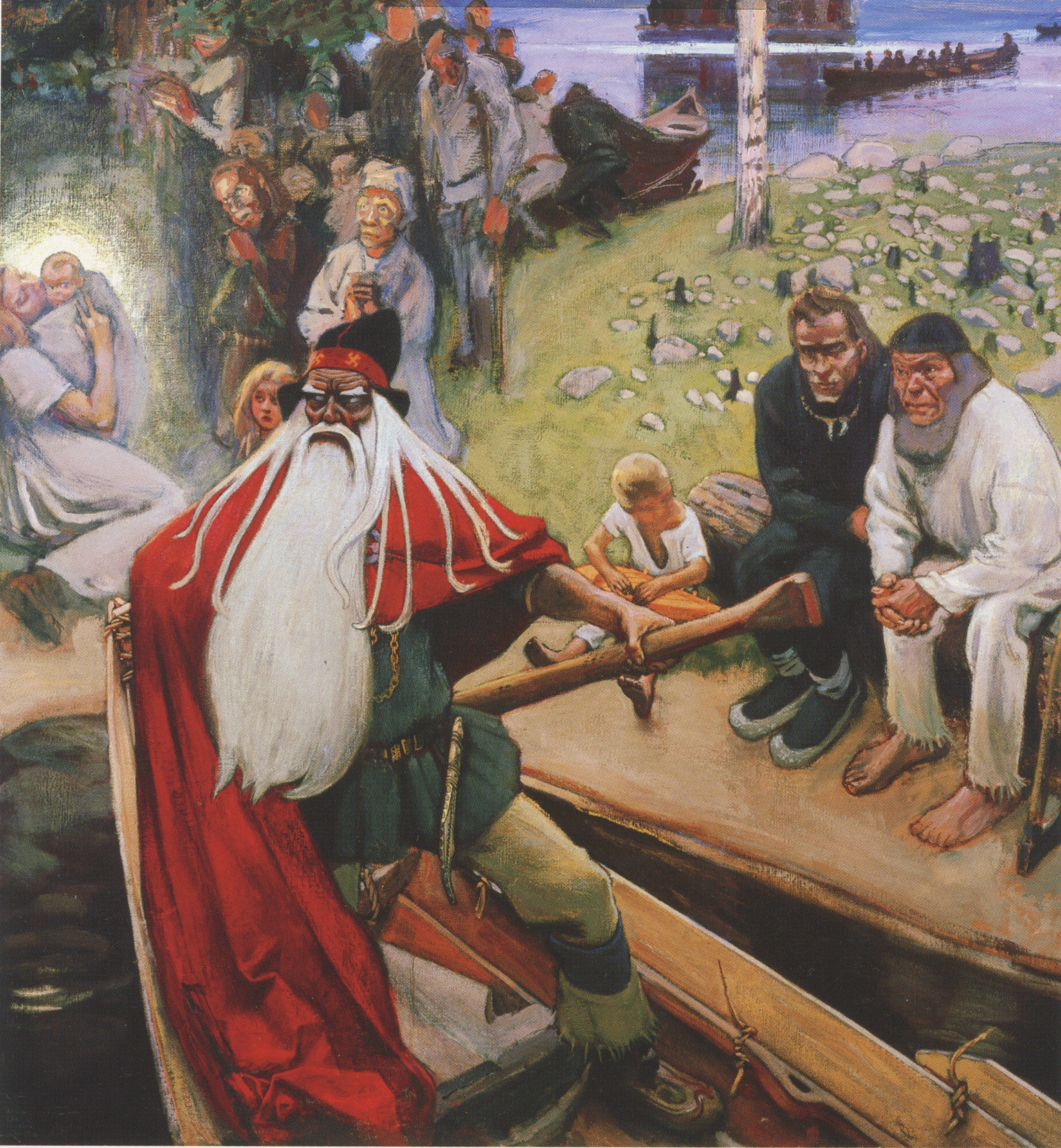
『ワイナミョイネンの船出』アクセリ・ガッレン＝カッレラ画。

ワイナミョイネンは向こう見ずなヨウカハイネンを魔法の歌で沼に沈めた。彼はまた巨大なカマスを仕留め、あごの骨から魔法のカンテレを作り出した。
ワイナミョイネンは最後には衰えた。第50章カレワラ最後の詩、乙女マリヤッタの物語では乙女が漿果（くだもの）を食べた後に子を宿し男の子を産むが、この赤子を尋問し裁くためにワイナミョイネンが訪れた。そしてワイナミョイネンは自然の摂理に反して産まれた子は殺すべきだと判断した。しかし生まれてからほんの2週間の新生児は老賢者がヨウカハイネンの妹、乙女アイノ（en:Aino）を溺死せしめた過失をたしなめた。この後赤子は洗礼を受け、カレリアの王に指名された。敗れたワイミョイネンは海岸へいき、人間の領土から船出するため歌を歌って銅の小舟を作った。彼は最後に再び彼の力と技術が必要になった時は必ず戻るという約束の言葉を残した。50章目の詩の主題はフィンランドへのキリスト教伝来と、その結果生じた古い異教信仰衰退の歴史である。この主題は叙事詩では一般的なもので、アーサー王伝説の中にもアーサーがアヴァロンへ旅立つ時に同様の約束をしており、ここでもイエス・キリストの再臨が繰り返されている。
なお1888年にジョン・マーティン・クロフォードが翻訳した最初の英語訳ではワイナミョイネンの名前は英語表記の「Wainamoinen」になっていた。

## 他の文化におけるワイナミョイネン
エストニアの国民的叙事詩『カレヴィポエグ』にはヴァネムイネというよく似た英雄が登場する。また近隣の北欧の神オーディンとは、詩と魔法に関わるなど多くの特徴に共通点が見られる。

## 芸術作品

### アクセリ・ガッレン＝カッレラ
芸術作品ではアクセリ・ガッレン＝カッレラの絵画に見られるように、ワイナミョイネンは白く長いあご髭を持つ老人として描かれるが、これは幻想文学に登場する魔法使いによく見られる姿でもある。

### ジャン・シベリウス
ジャン・シベリウスは交響詩『ポホヨラの娘』でワイナミョイネンのポホヨラでの求婚譚を題材とした。その他、合唱曲『ワイナミョイネンの歌』などを作曲している。

## 大衆文化

### 音楽
音楽では、フィンランドのフォーク・メタルバンド、エンシフェルムはワイナミョイネンを元にした一対の曲「Old Man」と「Little Dreamer」を書いた。また、アモルフィスが2011年に発表したアルバム『ザ・ビギニング・オブ・タイムズ』は、ほぼ全曲ともワイナミョイネンを題材としている。

### コミックス
フィンランドのペトリ・ヒルトゥネンの漫画『ワイナミョイネンの帰還』（Väinämöisen paluu）では、1,000年間の追放から現代のフィンランドに戻ったワイナミョイネンが現代の生活様式をユーモアを交えて解説する。
ウェブコミック・ヌーキーズの『Love her to Death』のストーリー中、Gavは死んで神々のいるあの世に行く。その神々の中にワイナミョイネンが登場するが、エレキカンテレを演奏しないと女性に振り向いてもらえないとこぼしている。
アンクル・スクルージのコミックスではドン・ローザが書いた『カレワラ探索行』に登場する。ワイナミョイネンはスクルージの手助けで無から金を挽き出す魔法の臼サンポを作り直し、それを持ってカレワの国へと帰るが、スクルージには土産も手渡さずに行ってしまう。